# Mesembryanthemum aitonis
Mesembryanthemum aitonis là một loài thực vật có hoa trong họ Phiên hạnh. Loài này được Jacq. mô tả khoa học đầu tiên năm 1776.